# Контрабанда диких тварин

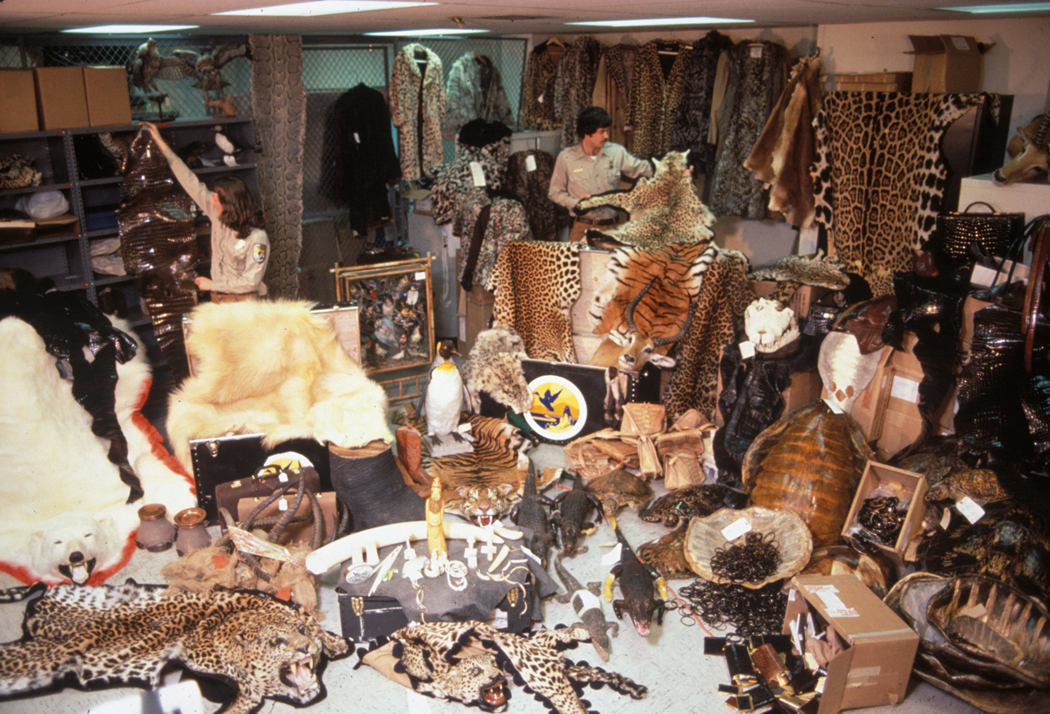
Конфіскована продукція дикої природи в аеропорту JFK

Контрабанда або торгівля дикими тваринами включає незаконне колекціонування, транспортування і поширення тварин та їх похідних. Це може здійснюватися як на міжнародному, так і на внутрішньому рівнях. Оцінки коштів, виручених від контрабанди диких тварин, варіюється через незаконний характер дяльності. «За даними Держдепартаменту США, прибутки з контрабанди дикими тваринами оцінюється в 7,8-10 млрд доларів на рік. Держдепартамент США також відносить торгівлю дикими тваринами до третьої за прибутками незаконної торгівлі у світі» Незаконний характер такої діяльності робить визначення суми грошей, виручених з неї, неймовірно важким. Якщо брати до уваги нелегальну торгівлю деревиною і рибними ресурсами, то торгівля дикими тваринами є найбільшою незаконною торгівлею на рівні з торгівлею наркотиками, людьми і підробленими товарами".
Продукція, яка користується попитом, включає екзотичних домашніх тварин, продукти харчування, традиційну медицину, одяг і прикраси з бивнів тварин, плавників, шкур, раковин, рогів і внутрішніх органів. Контрабандна диких тварин стає усе більш популярною у всьому світі; за оцінками, найбільший попит продукція має в США, Китаї та Європейському Союзі.

## Культура
В основі незаконної торгівлі дикими тваринами лежить великий і швидко зростаючий попит на різні продукти по всьому світу: м'ясо диких тварин; інгредієнти для традиційної китайської медицини; екзотичних домашніх тварин; ювелірні прикраси, дрібнички і аксесуари, такі як шахи; хутра починаючи від пошиття пальт до традиційних костюмів; і трофеї. За винятком м'яса диких твариин, яке використовуються як основне джерело білку в деяких культурах, інше використання незаконно отриманих диких тварин слугує трофеями, що супроводжується бажанням здаватися багатіше, сміливіше, або успішніше, ніж інші.
У багатьох частинах Африки основний попит на диких тварин відбувається через споживання їхнього м'яса. Дикі тварини є переважним джерелом білку, а примати вважаються делікатесом. Вважається, що тільки в одній Африці щорічно убивається до 40 000 мавп, які зрештою вживають у їжу, і отримані вони шляхом контрабанди. Багато приматів убиваються мисливцями за їх м'ясо, яке потім поставляють на ринки Африки, Європи і США.
Попит на роги носорога, кістки тигра й інші продукти тваринного походження значною мірою обумовлений практикою традиційної китайської медицини, яка використовує ці інгредієнти для лікування лихоманки, подагри і інших хвороб; підтримує здоров'я і довголіття; підвищує потенцію. Традиційну китайську медицину практикують сотні мільйонів людей. Наприклад, деякі люди п'ють дорогу рідину, виготовлену з тигрових кісток, щоб поліпшити кровообіг, лікують артрит і зміцнюють організм в цілому. Продаж кісток тигра і виробів з них є приводом супечечок. Продаж кісток був заборонений в Китаї в 1993 році, проте пілотна програма, створена в 2005 році, дозволяє використовувати кістки тигрів, вирощених в неволі. Це може заплутати  свідомість покупців відносно того, чи були кістки отримані законним шляхом. Незважаючи на це, вино, що виготовляють з кісток тигра, не може продаватися в Китаї легально, хоча реклама цього вина транслювалася на державному телеканалі в 2011 році, і на аукціоні тигрове вино виставлялося на продаж. Багато традиційних китайських ліків нічого не лікують, хоча попит на них продовжує зростати і це шкодить дикій природі.
Екзотичні домашні тварини — приваблюють покупців тим, що вони є рідкісними або просто не поширеними в регіонах замовників. Телевізійні шоу і фільми можуть зробити певні види тварин популярними. Незважаючи на те, що деякі з цих тварин можуть бути отриманими легальним шляхом, багато з них відловлюють з природного середовища та провозять контрабандою через кордони і потім вони потрапляють в приватні будинки, звіринці або цирки. Рептилії, такі як бородаті дракони і гекони, птахи, такі як червоні ари і деякі соколи складають найбільшу частку тварин, що відловили і продали нелегально. Екзотичні ссавці, у тому числі трипалі лінивці, сумчасті летяги, ховрахи, їжаки і інші тварини утримуються домашніми тваринами. «Птахи є найбільш поширеним видом контрабанди. За оцінками Держдепартаменту від колібрі до папуг і гарпій, щорічно у світі незаконно продаються від двох до п'яти мільйонів диких птахів» Тигри — популярні домашні тварини. За оцінками, в США міститься від 5000 до 7000 тигрів (2013). Не точна кількість особин пояснюється відсутністю необхідної звітності для підрахунку в деяких районах США. Для порівняння, менше 400 з цих великих кішок знаходяться в американських зоопарках, акредитованих Асоціацією зоопарків і акваріумів, а 3200 мешкають в дикій природі. Тропічні риби, примати і інші тварини також є частиною незаконної торгівлі домашніми тваринами. У США діють дуже жорсткі закони щодо захисту рослин та тварин. Слонова кістка — найскладніше, що можна ввезти в США. Також не можна купувати перли з-за кордону і ввозити їх в США. У більшості країн, де діють закони про тварин, використовується стандарт СІТЕС.

## Неефективний моніторинг міжнародної торгівлі дикими тваринами
Обсяг міжнародної торгівлі товарами дикої природи величезний і продовжує рости. Згідно з аналізом митної статистики Гармонізованої системи опису та кодування товарів за 2012 рік світовий імпорт продуктів дикої природи склав 187 млрд дол. США, з яких 113 млрд дол. США припадає на рибні товари; рослини і лісові угіддя — 71 мільярд доларів; інші тварини — 3 мільярди доларів.
Проте глобальна торгівля товарами дикої природи неефективно контролюється і відстежується, у зв'язку з обмеженнями, що накладаються чинною Системою кодів ТН ЗЕД, яку використовують митні органи у всьому світі. Більшість міжнародних імпортних товарів дикої природи реєструються тільки в загальних категоріях, таких як продукти рослинного або тваринного походження, без додаткової таксономічної деталізації (це схоже на імпорт металів без урахування їх елементної ідентичності, наприклад, міді або заліза). За оцінками, близько 50 % світового імпорту рослинної і 70 % тваринної продукції ввозиться під загальними категоріями, за винятком рибної продукції (близько 5 %) завдяки різним багатостороннім угодам по управлінню рибальством, які вимагають представлення спеціальної звітності з уловів риби. Крім того, деякі таксономічні групи, якими часто торгують, включаючи амфібій і живі корали, взагалі не враховуються через відсутність коду ТН ЗЕД.
Багато юрисдикцій покладаються на коди ТН ЗЕД при виявленні і переслідуванні за незаконне ввезення диких тварин. Відсутність специфіки кодів ТН ЗЕД перешкоджає ефективному моніторингу і відстежуванню глобальної торгівлі дикими тваринами. Все частіше звучать заклики до реформування Гармонізованої системи з метою посилення моніторингу і забезпечення дотримання правил глобальної торгівлі об'єктами дикої природи.

## Вплив

### Економічний
Члени терористичних організацій та злочинних організацій незаконно торгують сотнями мільйонів рослин і тварин для фінансування купівлі зброї, фінансування громадянських конфліктів і відмивання грошей з незаконних джерел. Ця, часто транснаціональна діяльність, вимагає фінансування мереж браконьєрів, переробників, контрабандистів, продавців і покупців. Добре озброєна, високоорганізована браконьєрська діяльність, така як напади в Чаді та Республіці Конго, в 2012 році, притягнула увагу громадськості. Діяльність частково полягає в низькому ризику виявлення і покарання в порівнянні з незаконним обігом наркотиків. Крім того, незаконний обіг може принести значний прибуток тим, хто очолює такі організації. Наприклад, одна Мадагаскарська черепаха дзьобогруда (за оцінками, в дикій природі залишилося всього 400 особин) може принести 24 000 дол.
Слонова кістка, широко поширена контрабанда, може продаватися за невеликі гроші в країні походження і набагато дорожче в країнах-замовниках. Ціни залежать від країни походження і продукту. Ціни на слонову кістку і попит на неї різко зросли, що робить її зростаючим у попиті і прибутковим продуктом. У світовому масштабі нелегальна торгівля слоновою кісткою в 2014 р. більш ніж удвічі перевищує показники 2007 р. Китай є лідером з нелегального імпорту слонової кістки; США — займає друге місце. «За повідомленнями організації „Врятуємо слонів“, ціна на слонову кістку в Китаї склала 2100 дол. за кілограм. „У період з 2010 по 2012 рік щорічно вбивалося в середньому до 33 000 слонів.“ Контрабанда диких тварин завдає збитків країнам, де вона відбувається, у тому числі втрачаються можливості туризму і розвитку»

### Здоров'я
Поширення тваринами хвороб, позначається як на здоров'ї людини, так і загрожує дикій природі і екосистемам. За даними Управління державної звітності Сполучених Штатів, майже 75 % виникаючих захворювань, які вражають людину, походять від тварин. Зв'язок між торгівлею дикими тваринами і спалахами захворювань ставиться під сумнів, хоча спалахи певних хвороб імовірно пов'язані з контрабандою тварин.

#### Захворювання, які вважаються, виниклими і поширеними в результаті контрабанди диких тварин
- ТГРС (тяжкий гострий респіраторний синдром) викликається вірусом і вражає як людей, так і тварин. Експерти підозрюють, що вірус атипової пневмонії виник в Китаї в результаті контакту між віверами (дикі кішки, популярні в китайській торгівлі) і людиною.
- Пташиний грип (H5N1) викликаний високо патогенним вірусом. Він може інфікувати людину при контакті з інфікованими орлами[37] і іншими видами диких птахів, і може також передаватися при контакті зі свійськими птахами.
- Мавпяча віспа — це інфекційне захворювання, що зустрічається в дикій природі Африки, яке може передаватися людям.
- Вірус еболи — рідкісне інфекційне захворювання, яке передається від диких тварин (шимпанзе, мавп, горил, кажанів і т. д.) до людини. Передача вірусу зазвичай відбувається через споживання заражених тварин, тілесний контакт[38]

#### Хвороби, пов'язані з видами тварин, які є об'єктами контрабанди диких тварин
- Вірус герпесу В — це вірус, виявлений серед мавп, який вкрай рідко може передаватися людині, шляхом укусів або подряпини. Якщо не лікуватися одразу після інфікування, це може спричинити серйозні пошкодження мозку або навіть смерть.[39][40]
- Сальмонела може спричинити діарею, лихоманку та спазми в животі. Інфекцію пов'язують з контактом з черепахами,[41] бородатими ящірками та іншими рептиліями.

### Екологічний
Контрабанда диких тварин безпосередньо впливає на біорізноманітність різних екосистем. Деякі тварини мають підвищений попит у контрабандистів, що призводить до помітного зниження чисельності цих видів в їх природному середовищі. Контрабанда диких тварин може також привести до поширення агресивних і шкідливих видів в екосистемі, що може поставити під загрозу місцеву дику природу.

## Міжнародні заходи з контролю
Усе більша глобалізація, стимулює міжнародну торгівлю широким асортиментом продукції, поширюючись навіть на екзотичні продукти тваринного походження. Торговці і споживачі, які все ще беруть участь в міжнародному ринку екзотичних тварин, ігнорують згубні наслідки виснаження довкілля і екосистеми, і замість цього віддають перевагу індивідуальним споживчим благам, таким як грошовий прибуток або висока мода.[ Деякі люди усвідомили, що такий вибір є неприпустимим.
Багато видів не охороняються до тих пір, поки вони не виявляться під загрозою зникнення, і така затримка з охороною призводить до значних втрат біорізноманітності в екосистемах. Закони, такий як Закон про зникаючі види (ЗЗВ), регулює втручання людини в довкілля на міжнародному рівні, з метою захисту і збереження «видів риб, диких тварин і рослин кількість яких є незначною, які знаходяться в небезпеці або під загроза зникнення», їх місць існування, а також з метою притягнення до відповідальності тих, хто порушує цей закон. У міру того як міжнародне співтовариство активізує зусилля із моніторингу і контролю за збитками довкіллю, Організація Об'єднаних Націй прагне до створення місць існування і екосистем, що більше охороняються.
Торгівля дикими тваринами — це наростаюча міжнародна криза, яка не лише загрожує тваринам, а й світу на екологічному, соціальному і економічному рівнях.Торгівля сприяє розвитку нелегальної економіки і чинить згубну дію на добробут людей. Передбачається, що пандемія COVID-19 почалася на екзотичному «ринку диких тварин» в Ухані, Китай. Закон про види дикої фауни і флори, що знаходяться під загрозою зникнення, працює на міжнародних рівнях, разом з Конвенцією з мігруючих видів і Конвенцією з міжнародної торгівлі видами дикої фауни і флори, що знаходяться під загрозою зникнення, і спрямований на боротьбу з транснаціональною злочинністю і допомогу захисту дикої природи. Покарання в результаті порушення цих законів складають штрафи в розмірі від 500 дол. США за порушення до 25 000 дол. США за порушення або позбавлення волі строком до 6 місяців. Ці закони послаблюються обмеженими покараннями і винятками. До таких винятків відносяться «наукові цілі або сприяння розмноженню або виживанню ураженого виду…, необгрунтовані економічні труднощі…, а також вилучення частин виду, що знаходяться під загрозою зникнення; застосування і сертифікація; регулювання; дійсність договору купівлі-продажу; подільність; відновлення вилучення; закінчення терміну дії сертифікату про відновлення».

### Коаліція проти торгівлі дикою природою
Коаліція проти торгівлі дикими тваринами була створена в 2005 році Державним департаментом США як добровільна коаліція урядів і організацій, метою якої є припинення незаконної торгівлі дикими тваринами і продуктами дикої природи. Коаліція нині включає шість урядів і тринадцять міжнародних неурядових організацій. У число засобів, які вони використовують, входять підвищення обізнаності громадськості в цілях обмеження попиту, посилення міжнародних трансграничних правозастосовних заходів по обмеженню пропозицій, а також зусилля із мобілізації політичної підтримки з боку вищих органів влади.

### Асоціація держав Південно-Східної Азії
Фонд «Фриланд» і TRAFFIC Південно-Східна Азія працювали з урядом Таїланду та Асоціацією держав Південно-Східної Азії (АСЕАН), над створенням Мережі АСЕАН по охороні дикої природи в 2005 р. АСЕАН здійснює нагляд за трансграничною співпрацею і прагне зміцнити колективний правозастосовний потенціал десяти країн — членів АСЕАН. Ця найбільша у світі регіональна співпраця в області законів відносно дикої природи, яка отримує підтримку з боку Агентства США з міжнародного розвитку.

### Південноазійська мережа правоохоронних органів
За сприяння Коаліції проти полювання на диких тварин і Мережі моніторингу торгівлі дикими тваринами була створена Південноазійська мережа охорони дикої природи У 2008 році міністри довкілля країн Південної Азії домовилися про створення Південноазійської мережі охорони дикої природи за підтримки Південноазійської кооперативної програми з довкілля. У число країн САВЕН входять Афганістан, Бангладеш, Бутан, Індія, Мальдіви, Непал, Пакистан та Шрі-Ланка.

#### Конвенція про міжнародну торгівлю видами дикої фауни і флори, що перебувають під загрозою зникнення
Конвенція про міжнародну торгівлю видами дикої фауни і флори, що перебувають під загрозою зникнення (СІТЕС) спрямовує свої зусилля на боротьбу з фінансуванням контрабанди диких тварин Вона спрямована на те, щоб покласти край контрабанді диких тварин і впевнитися, що міжнародна торгівля не погрожує видам, що знаходяться під загрозою зникнення.

## За країнами

### Австралія
Міжнародна торгівля дикою природою Австралії регулюється відповідно до частини 13А Закону про охорону довкілля і збереження біорізноманітності 1999 р. Цей же закон реалізує положення СІТЕС і Конвенції ООН відносно імпорту видів, що загрожують зменшенню біологічної різноманітності і дикій природі.

### Еквадор
Латинська Америка приваблює контрабандистів свою біорізноманітність. Еквадор відомий своїм біорізноманіттям. На Півночі Еквадору, в Національному парку Ясуні і Етнічному заповіднику Ваорані, що оточує його, і займає близько 1770 квадратних миль, знаходяться близько 4000 видів рослин; численні тварини, включаючи велетенську річкову видру; більше 400 видів риб; і більше 500 видів птахів. Для порівняння, в Сполучених Штатах мешкає 900 видів птахів. Зазвичай контрабандними птахами є червона ара; цей різнокольоровий птах з яскраво-червоним, яскраво-синім, жовтим і білим пір'ям часто утримується як домашня тварина. Тварини, яких впіймили в Латинській Америці, часто опиняються в Європі, США або Японії. Попри те, що існують закони проти контрабанди диких тварин, нестача ресурсів призводить до того, що охороні природи приділяється мало уваги.